# Мейер, Бертран

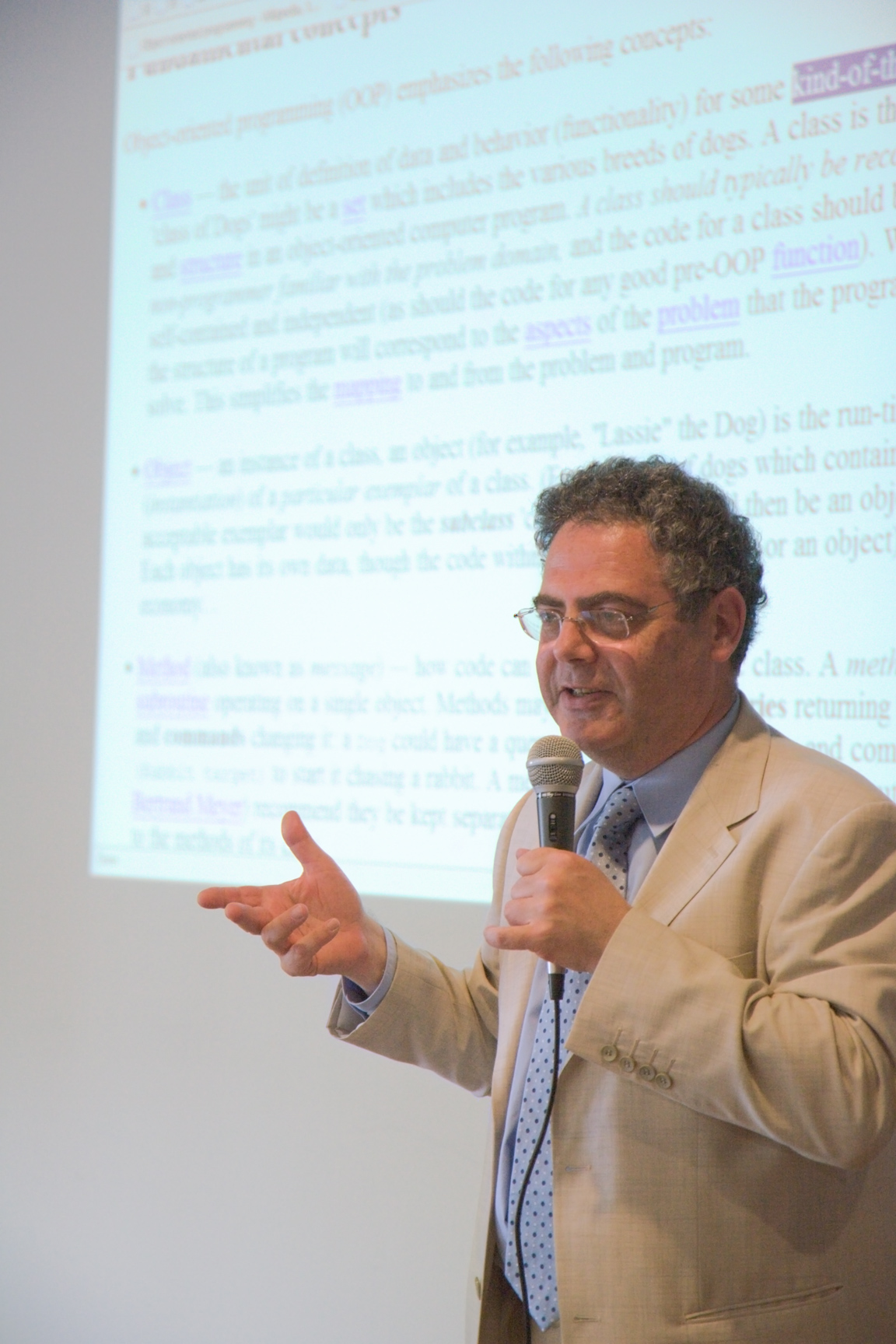
Бертран Мейер

Бертран Мейер (род. 21 ноября 1950, Париж) — французский учёный, создатель языка программирования Эйфель.

## Биография
В 1974 году окончил Политехническую школу (École Polytechnique) в Париже и стал инженером. В этом же году получил степень магистра по Computer Science в Стэнфордском университете. Степень доктора наук получил в 1985 году в университете Анри Пуанкаре (Нанси).
С 1974 по 1983 год работал инженером-исследователем. Затем он возглавил отдел программных разработок в Électricité de France.
В 1978 году вышла (в соавторстве) первая книга Б. Мейера «Методы программирования», переведенная в 1982 году на русский язык под редакцией и с предисловием Андрея Петровича Ершова.
С 1983 по 1986 год — приглашенный профессор в университете Калифорнии (Санта-Барбара).
С 2011 года Б. Мейер является заведующим кафедры «Программная инженерия и верификация программ» в Санкт-Петербургском государственном университете информационных технологий, механики и оптики.
С 2014 года преподаватель в университете Иннополис (Республика Татарстан, Россия) заведующий Лабораторией программной инженерии и верификации программ.

## Язык программированияЭйфель
В 1985 году он опубликовал отчет по языку Eiffel (Eiffel: A Language for Software Engineering). Этот язык наиболее полно отразил концепции объектно-ориентированного программирования.
В этом же году Б. Мейер основал компанию ISE (Interactive Software Engineering), переименованную позже в Eiffel Software. До 2001 года являлся её президентом, а с 2001 года стал её научным руководителем. Под руководством Бертрана Мейера сотрудниками компании разработаны компиляторы языка Eiffel и объектно-ориентированная среда разработки программных проектов, доступная практически на всех платформах. Компания занимается консалтинговой, образовательной деятельностью и поддержкой программных разработок на языке Eiffel. Основное применение этого языка связано с приложениями большого размера в критически важных по надежности областях в таких как, например, финансовая, военная, аэрокосмическая.
Язык Eiffel продолжает непрерывно развиваться. В 2005 году принят и опубликован стандарт этого языка «ECMA standard: Eiffel Analysis, Design and Programming Language», редактором которого являлся Б. Мейер. Стандарт утвержден как Международный Стандарт (International Standard 367 by ECMA International).

## Публикации
В 1988 году Б. Мейер опубликовал книгу «Object-Oriented Software Construction», переведенную на немецкий, французский, итальянский, японский, китайский и румынский языки, в которой подробно описывались основы создания надежных программных продуктов с использованием объектной технологии. В книге излагались также основы «Проектирования по контракту» — метод, предложенный Б. Мейером, который был развит в ряде его статей.
Второе издание этой книги появилось в 1997 году. Книга получила почетную премию Jolt в 1998 году Перевод второго издания появился на испанском, французском и сербском языках. Готовится его перевод на японский и китайский языки.
На русском языке перевод второго издания под названием «Объектно-ориентированное конструирование программных систем» вышел в 2005 году под редакцией Владимира Биллига объединёнными усилиями издательств Русская Редакция и Интернет Университет.
В 2003 году Б. Мейер стал преемником Никлауса Вирта, сменив его на посту заведующего знаменитой кафедры Software Engineering в швейцарском ETH (Eidgenoessische Technische Hochschule) — Высшей Политехнической школе в Цюрихе. Эту должность он занимает и в настоящее время.
Бертран Мейер является одним из ведущих ученых в области инженерии программного обеспечения. Он автор девяти книг. Им опубликовано более 250 научных работ, охватывающих широкий спектр направлений, все из которых трудно перечислить. Вот лишь некоторые из них: методы построения надежных, повторно используемых компонентов и программных продуктов, параллельное, распределённое и Интернет-программирование, технологии баз данных, формальные методы и доказательство корректности программ.
В последние 25 лет на большинстве известных международных конференциях, посвященных проблемам инженерии программ (ICSE,
OOPSLA, ECOOP, APSEC, TOOLS, ASWEC, ESEC) Б. Мейер выступал в роли приглашенного докладчика. В течение многих лет он являлся организатором одной из наиболее известных конференций по объектному программированию — конференции TOOLS (Technology of Object-Oriented Languages and Systems).
Он являлся издателем журнала JOT (Journal of Object Technology). Бертран Мейер вел колонки в таких журналах как IEEE Computer (1996—2000 гг.), Journal of Object-Oriented Programming (1995—2001 гг.), Software Development (1999—2001 гг.).
В сферу интересов его научной деятельности входят и проблемы образования в областях Computer Science и Software Engineering. Им разработан оригинальный метод обучения основам программирования, получивший название «обращенный учебный план», подтвержденный
опытом работы со студентами ETH.

## Награды
За заслуги перед программистским сообществом в 2005 году стал первым лауреатом премии Даля—Нюгора, учрежденной в честь создателей первого объектного языка программирования Simula.
28 марта 2006 года профессор Б. Мейер Ученым советом Санкт-Петербургского государственного университета информационных технологий, механики и оптики избран Почетным доктором университета. Торжественная церемония, посвященная этому событию, состоялась 2 июня 2006 года.
Профессор Б. Мейер владеет русским языком и имеет давние дружественные связи с российским программистским сообществом.
Начинающим ученым он был приглашен А. П. Ершовым на стажировку в новосибирский Академгородок. Эти связи укрепились в последние годы.
Бертран Мейер в качестве приглашенного докладчика выступал:
- в 2003 году в Новосибирске на пятой международной конференции, посвященной памяти А. П. Ершова «Perspectives of System Informatics»,
- в 2004 году в Зеленогорске (Санкт-Петербург) на международной конференции, организованной Microsoft Research,
- в 2005 году в Рыбинске на конференции «Преподавание информационных технологий в России».